# Rifugio Alfredo Serristori
Il rifugio Alfredo Serristori (in tedesco Düsseldorferhütte, o anche Zaytalhütte) è un rifugio situato nel comune di Stelvio (BZ), in località Solda, nelle Alpi Retiche meridionali, nel gruppo Ortles-Cevedale, a 2721 m s.l.m.
Posto nell'alta valle di Zai (Zaytal), presso i Piani della Crodetta, ai piedi della cima Vertana, offre una vista d'insieme a sud sulla valle di Solda e sulle pareti nord della triade Ortles, monte Zebrù e Gran Zebrù.

## Storia
Il rifugio è stato costruito nel 1892, quando la valle era ancora territorio austriaco, dalla sezione di Düsseldorf della Deutscher und Österreichischer Alpenverein, da cui il nome originario di  Düsseldorferhütte. Nel 1919 è passato alla sezione di Firenze del CAI, che l'ha intitolato al proprio socio Alfredo Serristori, e nel 1929 è stato ceduto alla sezione di Milano del CAI.

## Caratteristiche e informazioni
Il rifugio, di proprietà del CAI di Milano, è aperto da giugno a ottobre.
Ha una capienza di 65 posti letto.

## Accessi

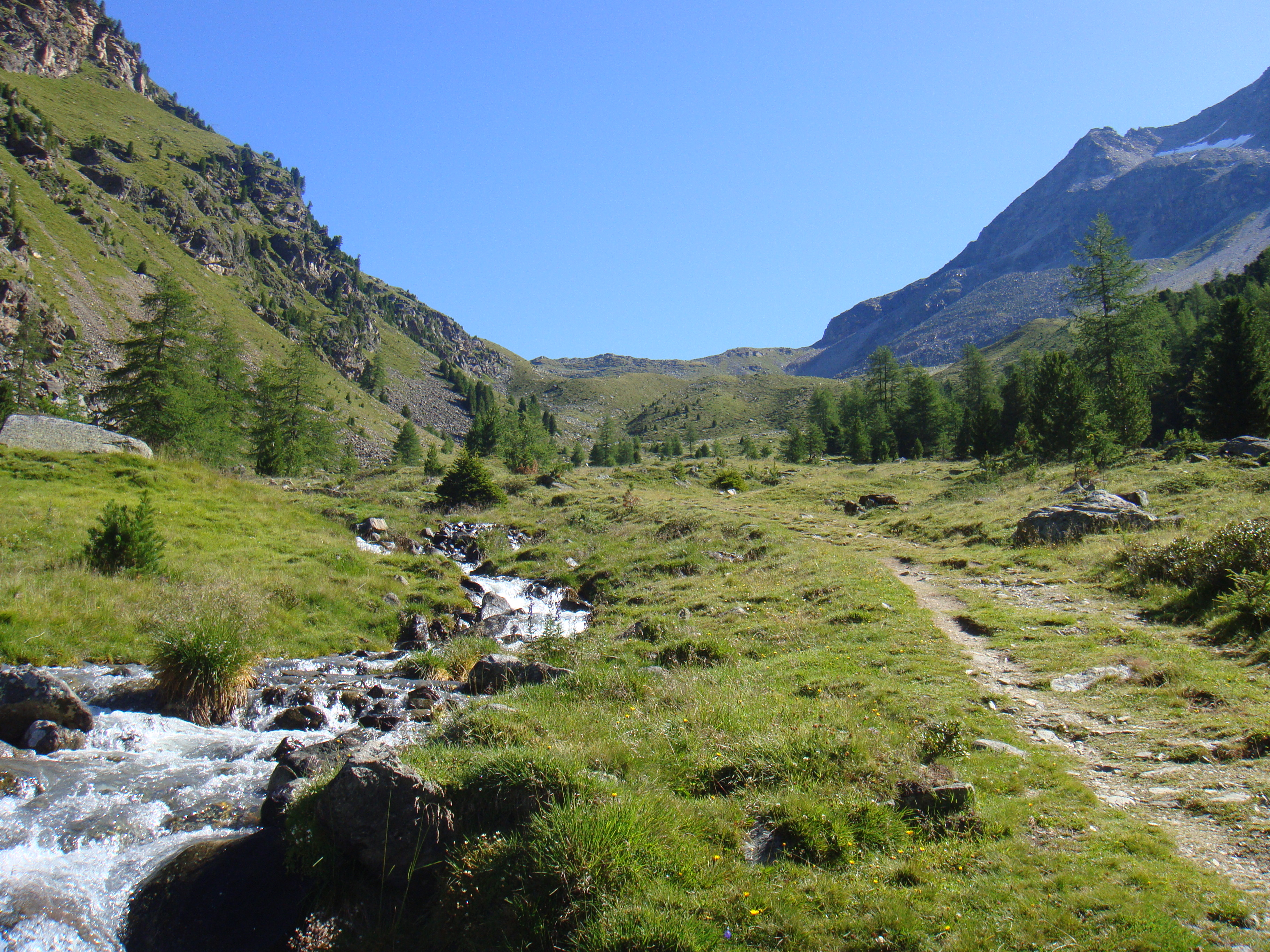
La valle di Zai, in cima alla quale è situato il rifugio Serristori.

Il rifugio può essere raggiunto direttamente dal paese di Solda percorrendo il sentiero n. 5, che risale la valle di Zai, lungo il rio Zai, passando per i prati di Zai (Zaywies) e il piano dei laghetti (Seeboden). Tempo di percorrenza: 2h30.
Un itinerario alternativo passa dalla località Pulpito (Kanzel) (2348 m), raggiungibile a piedi con il sentiero n. 12 o per mezzo della cabinovia Pulpito (Kanzellift), da cui si dipartono tre sentieri che vanno ad immettersi nel sentiero n. 5 a diversi livelli altitudinali: il n. 14 a quota 2232 circa, il n. 12ª a quota 2350 circa, il n. 12 poco sotto il rifugio (attenzione: quest'ultimo sentiero è chiuso al transito dal 2004 per il pericolo di caduta sassi). Tempo di percorrenza dal Pulpito: 1h30.

## Ascensioni
- Angelo Grande (Hohe-Angelus-Spitze) (3521 m)
- Angelo Piccolo (Kleine-Angelus-Spitze) (3315 m)
- Cima Vertana (Vertain-Spitze) (3545 m)
- Croda di Cengles (Tschenglser Hochwand) (3375 m)
- Dossobello di dentro (Hinteres Schöneck) (3128 m)
- Dossobello di fuori (Vorderes Schöneck) (2908 m)

## Traversate
Attraverso il passo di Zai (Zayjoch) (3224 m) è possibile accedere alla valle di Lasa (Laasertal).
Attraverso il passo dell'Angelo (Angelus-Scharte) (3337 m), il passo di Rosim (Rosimjoch) (3288 m) e il passo dello Scudo (Schildjoch) (3392 m) si scende nella valle Peder (Pedertal) e da lì si raggiunge la val Martello (Martelltal).